# Зграда Окружног начелства у Чачку
Зграда Окружног начелства у Чачку је подигнута са почетком градње 1875. године. Мада не знамо име пројектанта, сигурно је да су планови рађени у Министарству грађевина, већ због величине и значаја објекта, а и по архитектонској композицији. Ова зграда проглашена је за непокретно културно добро од великог значаја 11. фебруара 1974. године.

## Архитектура
Зграда има приземље и спрат, а основна намена јој је била смештај Окружног начелства и Окружног суда, чији је пројекат извео предузимач Фердинанд Крен са зидаром Јевремом Савићем. 
За малу варош тог доба (друга половина XIX века), неочекивано се наилази на пространу окружну зграду, са фронтом од 81,0 м са приземљем и спратом. Основа је симетрична са наглашеним средњим и бочним ризалитима, без дворишних крила, по старом типу прихваћеном из Војводине, са двотрактним низом просторија и ходником позади. У главној осовини и истуреном блоку према дворишту је монументално степениште са три крака, а крај њега су просторије за клозете и оставу. Сам улаз је релативно узан и нема вестибила испред степеништа али је интересантно груписање одељења око малих чекаоница у виду предсобља, вероватно према намени појединих група просторија. Крајњи ризалити јаче испадају од средњег и образују посебне конструктивне делове. У спољној композицији, веома блиској здању начелства у Краљеву, истиче се мирно решење у архитектури класицизма, неоспорно закаснелог за ово доба, али са ритмичном расподелом прозорских осовина и јасним наглашавањем ризалитних маса са полукружним отворима, као на поменутом здању у Краљеву. На средњем ризалиту, са три прозорске осовине, изведена је богатија обрада са канелованим пиластрима и са тимпаноном изнад венца док је приземље у лакој рустици са лизенама испод спратних пиластера.
Конзерваторски радови су извођени 1975–76, 1999. и 2005. године.

Данас се у овом објекту налази Међуопштински историјски архив Чачак.